# Christianisme en France
Christianisme en France (2019) :
- Vont à la messe au moins une fois par mois (4 %)
- + se déclarent catholiques (46 %)
- + sont baptisés catholiques (16 %)
- Se déclarent protestants (3 %)
- Se déclarent orthodoxes (0,6 %)
- Autres Français (30,4 %)

Le christianisme en France est la religion la plus nombreuse : de 25 % à 46 % des Français se reconnaissent comme catholiques – confession chrétienne majoritaire parmi les chrétiens en France – et 9 % comme membres d'une Église chrétienne autre que la catholique,, notamment au sein de la minorité protestante, présente depuis la Réforme, qui compte près de 3 % des Français. En outre, environ 0,6 % des Français se reconnaissent comme chrétiens orthodoxes.

## Institutions
- L'Église catholique romaine en France est dirigée par le Pape à Rome. La Conférence des évêques de France est présidée par Mgr Éric de Moulins-Beaufort depuis 2019 ;
- La Fédération protestante de France, est une association loi de 1901 rassemblant différentes Églises protestantes en France, mouvements et associations. Elle est présidée par le pasteur Christian Krieger depuis 2022[3] ;
- L'Assemblée des évêques orthodoxes de France est une association loi de 1901 rassemblant différentes Églises orthodoxes en France. Elle est présidée par le Métropolite Emmanuel Adamakis depuis 2003.

Le Conseil d'Églises chrétiennes en France, connu également sous l'acronyme CÉCEF, est un organisme de dialogue œcuménique rassemblant les responsables des différentes églises chrétiennes en France.